# Šilajit
Šilajit, poznat i po ruskom nazivu мумиё (mumio), je ljepljiva, smolasta tvar crne boje. Glavna nalazišta su Himalajsko gorje, Kavkaz i Altaj.

## Sastav
Sastojci,prema Kolesničenku i Iščenku (1966)
|
| Sastojci,po porijeklu                    | Indija | Burma | Nepal | Mongolija |
| ---------------------------------------- | ------ | ----- | ----- | --------- |
| Benzojeva kiselina (Acidum benzoicum), % | 5.6    | 5.2   | 4.1   | 4.2       |
| Hipurna kiselina (Acidum hippuricum), %  | 3.8    | 4.7   | 5.2   | 5.0       |
| Masne kiseline, %                        | 3.0    | 2.3   | 1.0   | 2.4       |
| Katran,vosku slične tvari, %             | 4.1    | 3.1   | 4.1   | 3.9       |
| Gume(Cummi), %                           | 8.1    | 7.0   | 5.2   | 3.6       |
| Albumin (Albus), %                       | 12.3   | 6.3   | 1.0   | 2.4       |
| Minerali, %                              | 24.1   | 32.1  | 30.6  | 26.2      |
| Vlaga, %                                 | 10.2   | 2.7   | 11.0  | 9.3       |
| Mangan (Mn), %                           | 11.8   | 11.6  | 8.0   | 4.0       |
| Bakar(Cu), %                             | 1.7    | 4.2   | 0.8   | 1.6       |
| Aluminij (Al), %                         | 428.0  | 492.0 | 459.0 | 624.0     |
| Željezo(Fe), %                           | 202.0  | 158.0 | 151.0 | 155.0     |
| Fosfor (P), %                            | 200.0  | 514.0 | 550.0 | 232.0     |
| Krom(Cr), %                              | 1.1    | 1.1   | 1.3   | 8.0       |

## Ljekovitost
Ne postoje znanstveni dokazi ljekovitosti šilajita.
Koristi se u ajurvedskoj, kineskoj tradicionalnoj i tibetanskoj medicini, a po državama bivšeg Sovjetskog saveza prodaje se u raznim oblicima kao dodatak prehrani. Zbog iskorištavanja i iscrpljivanja nalazišta, većina tržišnog šilajita je imitacija.